# The Dead South
The Dead South ist eine kanadische Folk-Bluegrass-Band. In den Medien werden sie mit Mumford & Sons verglichen und wurden auch als deren „böse Zwillinge“ (evil twins) bezeichnet.

## Geschichte
Die Gruppe formierte sich 2012 als Quartett mit Nate Hilts, Scott Pringle, Danny Kenyon und Colton Crawford. Crawford verließ die Band 2015 und wurde bis zu seiner Rückkehr 2018 durch Eliza Mary Doyle ersetzt. Auf Tour wurde Danny Kenyon bisweilen durch Erik „Del Suelo“ Mehlsen vertreten.
2013 veröffentlichte die Gruppe die EP The Ocean Went Mad and We Were to Blame mit fünf Songs.
2014 erschien ihr Debütalbum Good Company bei dem deutschen Label Devil Duck Records. Das Album kam in den iTunes Charts auf Platz 14 (Kanada) bzw. 23 (USA), in Deutschland auf Position 36. Das Video zur ausgekoppelten Single In Hell, I’ll Be in Good Company ist auf YouTube sehr erfolgreich.
2016 kam das Album Illusion and Doubt auf den Markt und stieg bis auf Platz 5 der Billboard Bluegrass Charts.
2019 erschien das Album Sugar & Joy, das international in die Charts einstieg. Bei den Juno Awards 2020 wurde es als „Traditional Roots Album of the Year“ ausgezeichnet.
Im August 2020 musste Kenyon nach Vorwürfen wegen sexuellen Missbrauchs die Band verlassen. Im Juli 2021 hat die Band auf ihrer Homepage veröffentlicht, dass Kenyon wieder in die Band zurückkehrt.

## Diskografie

### Alben
- 2014: Good Company
- 2017: Illusion and Doubt
- 2019: Sugar & Joy
- 2021: Served Live
- 2022: Easy Listening for Jerks, Pt. 2
- 2024: Chains & Stakes

### Singles und EPs
- 2013: The Ocean Went Mad and We Were to Blame (EP)
- 2014: In Hell I’ll Be In Good Company (Single, UK: Silber, CA: Platin)
- 2016: Boots
- 2020: This Little Light of Mine / House of the Rising Sun
- 2020: Our Vinyl Sessions
- 2022: Easy Listening for Jerks, Pt. 1
- 2023: Tiny Wooden Box